# Lopez Lomong
Lopez Lomong (né Lopepe Lomong, le 5 janvier 1985 au Soudan du Sud) est un athlète américain, spécialiste du demi-fond.
Il est devenu américain à 16 ans, réfugié du Soudan en tant que catholique. Sa date de naissance officielle est le 5 janvier 1985, mais comme tous les enfants perdus arrivés aux États-Unis sans papiers, il est enregistré au 1er janvier.
Il a remporté les Championnats américains sur 1 500 m en 3 min 41 s 68.
Il a été porte-drapeau lors de la cérémonie d'ouverture des Jeux olympiques d'été de 2008 à Pékin.
Il remporte le titre du 5 000 m lors des Championnats NACAC 2015 à San José avec le record des championnats.

## Records personnels
- 800 m : 1 min 45 s 58, 30 juin 2008, Eugene
- 1 500 m : 3 min 32 s 20, 22 juillet 2010, Monaco
- Mile : 3 min 51 s 45, 1er juin 2013, Eugene
- 3 000 m : 7 min 39 s 81, 7 septembre 2014, Rieti
- 5 000 m : 12 min 58 s 78, 10 juillet 2020, Portland
- 10 000 m : 27 min 04 s 72, 6 octobre 2019, Doha